# 2882 Тедеско
2882 Тедеско (2882 Tedesco) — астероїд головного поясу, відкритий 26 липня 1981 року.
Тіссеранів параметр щодо Юпітера — 3,178.